# Innocent Eyes (canção)
"Innocent Eyes" é uma música Pop, de autoria de Delta Goodrem e Vince Pizzinga, produzida por John Fields para o primeiro álbum de Delta Innocent Eyes de 2003. Foi lançado como terceiro single do álbum na Austrália em 6 de Junho de 2003 como um CD single. Goodrem diz que a faixa é a sua favorita no álbum Innocent Eyes e que sua letra é auto-biográfica e dedicada a sua família. A música se tornou o terceiro 1# de Delta na Austrália e também chegou ao topo das charts no Reino Unido E Nova Zelândia. Ela também performou a música em um episódio da telenovela Australiana Neighbours onde ela interpretava a personagem Nina Tucker.

## Video Clipe
O Vídeo Clipe de "Innocent Eyes" foi filmado no Intercontinental Hotel em Sydney Austrália dirigido por Michael Gracey. Foi filmado entre 2 de Maio de 2003 — 3 De Maio de 2003 e foi lançado em Junho do mesmo ano. O vídeo mostra Goodrem nos bastidores esperando sua deixa para entrar no palco lembrando de uma garotinha fazendo coisas como cantar, dançar e se fantasias. Levou vinte horas no total para filmar o vídeo e, ela achou complicado deixar o clipe nas mãos de outras pessoas porque sentia que era sua canção, e foi doloroso quando as pessoas se referiram a seu vídeo como apenas marketing. O clipe, com um making off, está disponível no primeiro dvd da cantora, Delta.

## Promoção e Performances nos Charts
A promoção do single incluiu uma aparição em uma loja de Melbourne onde Delta Goodrem distribuiu autógrafos durante oito horas para uma multidão de 10,000 pessoas. Dois cds single foram lançados na Austrália, o primeiro CD contém a faixa na versão do álbum e duas faixas bônus (b-sides) "Hear Me Calling" (Delta Goodrem, Pizzinga) and "Lost for Words" (Delta Goodrem), enquanto o segundo cd contém remixes de "Lost Without You", um adesivo para celular, e um download de ringtone de celular, podendo ser ecolhido entre "Born to Try", "Lost Without You" ou "Innocent Eyes".
A música teve seu debut no ARIA Singles Chart em segundo lugar, estando "Bring Me to Life" do Evanescence em primeiro em 18 de Junho de 2003. Após duas semanas nas charts derrubou Evanescense do top, e ficou em primeiro lugar por duas semanas, sendo o terceiro single consecutivo de Delta a ficar em 1#. Depois de passar nove semanas em primeiro lugar e cair para o 12, ficou 20 semanas no top 50, sendo certificado como platina pela ARIA e foi o 18º single mais vendido da Austrália em 2003. A música foi lançada em Outubro desse mesmo ano na Nova Zelândia fez seu debut na chart, em apenas 44º lugar, mas na semana seguinte subiu para 19º, antes de chegar no seu pico de 14º. Ficou um total de 12 semanas no chat, saindo em número 49.
22 de Setembro de 2003 o single foi lançado na Irlanda e no Reino Unido onde a música mostrou sucesso. A música debutou em 5º lugar, e se tornou o terceiro single a ficar em 1# nas charts do Reino Unido. Debutou e atingiu o pico de 25º lugar na Irlanda e saiu das charts após ficar por 5 semanas.

## Formatos e faixas
| Austrália CD Single 1 1. "Innocent Eyes" — 3:52 2. "Hear Me Calling" — 3:47 3. "Lost for Words" — 4:15 Austrália CD Single 2 1. "Innocent Eyes" — 3:52 2. "Lost Without You" (Smash 'n' Grab extended mix) — 7:20 3. "Lost Without You" (The Luge mix) — 4:04 | Reino Unido CD Single 1 1. "Innocent Eyes" (album version) — 3:53 2. "Lost Without You" (Soulchild remix) — 3:55 3. "Lost for Words" — 4:15 4. "Innocent Eyes" (music video) — 3:53 Reino Unido CD Single 2 1. "Innocent Eyes" (album version) — 3:53 2. "Innocent Eyes" (The Luge Mix) — 5:09 3. Behind the Scenes of "Lost Without You" (video) |

## Charts
| Chart (2003)                 | Pico posição |
| ---------------------------- | ------------ |
| Austrália ARIA Singles Chart | 1            |
| Irlanda                      | 25           |
| Nova Zelândia                | 14           |
| Reino Unido                  | 9            |

## Release history
| Região      | Data                   | Gravadora    | Formato | Catálogo   |
| ----------- | ---------------------- | ------------ | ------- | ---------- |
| Austrália   | 6 de Junho de 2003     | Epic Records | CD      | 673857.2   |
| Reino Unido | 22 de Setembro de 2003 | Epic         | CD      | 6754731/32 |
| New Zealand | 2 de Novembro de 2003  | Sony Records | CD      | 673857.5   |